# パリ条約 (1323年)
パリ条約（パリじょうやく、フランス語: Traité de Paris）は1323年3月6日に締結された、フランドル伯ルイ1世とホラント伯ウィレム3世の間の条約。

## 概要
条約はアヴェーヌ家とダンピエール家の紛争を終わらせた。ルイ1世はゼーラントへの請求を取り下げ、ホラント伯による領有を承認した。これにより、ホラント伯はゼーラント伯も兼任した。その代わり、ウィレム3世は帝国領フランドルを放棄した。